# Araure
Araure ist eine venezolanische Stadt, Verwaltungssitz des Bezirks Araure, im Bundesstaat Portuguesa.

## Geschichte
Während einer Reise nach Spanien im Jahr 1692, stellte der Kapuziner Fray Ildefonso de Zaragoza eine Petition an den König vor, um Unterstützung für den Bau einer Mission für die verschiedenen Indianerstämme dieser Llanos-Region zu bekommen. Der Consejo de Indias hat den Fall untersucht und der König seine Zustimmung gegeben.
Der Generalkapitän der Provinz Venezuela beauftragte José Ramírez de Arellano, mit seiner Truppe Ildefonso de Zaragoza zu begleiten und bei der Errichtung eines Dorfes zu helfen.
Am 5. Dezember 1813 fand in der Nähe von Araure die Araure-Schlacht statt. Am „Laguna de los Muertos“ (Totensee) konnten die Unabhängigkeitstruppen die königliche Armee besiegen.

## Wirtschaft
Araures Hauptaktivitäten drehen sich um die Landwirtschaft der Region.

## Sehenswürdigkeiten
- El Túmulo - Denkmal an die Araure-Schlacht von 1813
- Schutzgebiet Mitar Nackichenovich
- Raúl-Leoni-Park
- Los Gavilanes und Las Dos Boscas: Höhlen des Araure-Baches

## Persönlichkeiten
- Francisco Mujica (* 1936), Radrennfahrer